# Ryszard Petek
Ryszard Petek est un boxeur polonais, né à Leforest le 19 avril 1943 et mort le 28 septembre 2018 à Bogurzyn.

## Carrière
Champion de Pologne des poids légers en 1964 et 1973, sa carrière amateur est également marquée par une médaille de bronze aux championnats d'Europe de Bucarest en 1969 dans la même catégorie et par une médaille d'or en poids plumes aux championnats d'Europe de Rome en 1967.

### Championnats d'Europe de boxe amateur
- Médaille d'or en -57 kg en 1967 à Rome, Italie
- Médaille de bronze en -60 kg en 1969 à Bucarest, Roumanie

### Championnats de Pologne
- Champion national en 1964 et 1973 (poids légers)
- Vice-champion national en 1966, 1969 et 1970 (poids légers)
- Médaille de bronze en 1966 (poids légers)